# ماركيز دانييلز
ماركيز دانييلز (بالإنجليزية: Marquis Daniels)‏ مواليد 7 يناير 1981 في جاسبر، هو لاعب كرة سلة أمريكي بدأ مسيرته الاحترافية في سنة 2003. يبلغ طوله 6 قدم 6 بوصة (2.0 م). لعب مع ميلووكي باكز في الرابطة الوطنية لكرة السلة. لعب كرة السلة الجامعية في جامعة أوبرن.

## روابط خارجية
- ماركيز دانييلز على موقع إن بي أي (الإنجليزية)
- ماركيز دانييلز على موقع سبورتس رفرنس (الإنجليزية)
- ماركيز دانييلز على موقع كرة السلة الأوروبية.كوم (الإنجليزية)
- ماركيز دانييلز على موقع كلية كرة السلة في سبورتس رفرنس.كوم (الإنجليزية)
- ماركيز دانييلز على موقع ريلجم (الإنجليزية)
- ماركيز دانييلز على موقع بروبوليرز (الإنجليزية)